# 中野亜弥子
中野 亜弥子（なかの あやこ、1973年4月3日 - ）は、日本の元競泳選手。神奈川県出身。ソウルオリンピック・バルセロナオリンピック日本代表。50m自由形・100m自由形元日本記録保持者。

## 経歴
1987年、横浜市立上菅田中学校2年時に初の日本代表に選出される。1988年の日本選手権では中学3年にして優勝を果たし、ソウルオリンピック日本代表に選出される。ソウルオリンピックの50m自由形と100m自由形の2種目で日本新記録を樹立した。1989年パンパシフィック水泳選手権では50m自由形・400mフリーリレー・400mメドレーリレーの3種目で日本新記録を更新した。1991年パンパシフィック水泳選手権では400mフリーリレー・800mフリーリレーで日本新記録を更新した。1992年、バルセロナオリンピック選考会を兼ねた日本選手権で50m自由形において優勝を果たし、2大会連続となるオリンピック日本代表に選出された。

## 主な戦績
- 1987年　全国中学校体育大会　100m自由形優勝[2]
- 1988年　アジア選手権　50m自由形（26秒55・日本新記録）
- 1988年　日本選手権　50m自由形優勝[1]（26秒51・日本新記録）
- 1988年　ソウルオリンピック　50m自由形（26秒44・日本新記録）　100m自由形（56秒72・日本新記録）
- 1989年　日本選手権　100m自由形優勝[3]
- 1989年　パンパシフィック水泳選手権　50m自由形（26秒35・日本新記録）　400mフリーリレー（3分49秒95・日本新記録）　400mメドレーリレー（4分13秒97・日本新記録）
- 1990年　高校総体　100m自由形優勝[4]
- 1991年　日本選手権　50m自由形優勝[1]　100m自由形優勝[3]（56秒61・日本新記録）
- 1991年　パンパシフィック水泳選手権　400mフリーリレー（3分47秒40・日本新記録）　800mフリーリレー（8分12秒20・日本新記録）
- 1992年　日本選手権　50m自由形優勝[1]
- 1992年　日本学生選手権　50m自由形優勝[5]　100m自由形優勝[6]　400mフリーリレー優勝[7]　200mフリーリレー優勝[8]　400mメドレーリレー優勝[9]